# 信玄忍法帖
『信玄忍法帖』（しんげんにんぽうちょう）は、山田風太郎の時代小説。1964年に発表された忍法帖シリーズの一つ。シリーズ第8長編。『講談倶楽部』に昭和37年（1962年）5月号から12月号まで『八陣忍法帖』の題名で連載され、単行本化にあたり大幅に加筆の上で改題された。

## あらすじ
ついに上洛を開始した戦国最強の大名武田信玄。徳川軍を三方ヶ原の戦いで軽々と打ち破った武田軍はしかし、進軍速度を鈍らせ甲斐に帰投してしまう。信玄が病に倒れ、死亡したのではないか？という情報が流れる中、徳川家康はその真偽を確かめるべく、麾下の伊賀忍者を甲斐に派遣する。信玄の訃報は事実だったが、彼の「死後三年はそれを隠せ」との遺言に従い、軍師・山本勘助は影武者を立てて、信玄健在を装う。いずれも奇怪な忍法を駆使する徳川の伊賀者は、信玄の様子をうかがう各国・勢力の使者達にまぎれ甲斐に侵入する。勘助、真田源五郎らの武田家臣たちは秘密を守り切れるのか？

## 登場人物

### 伊賀組忍者
徳川家康が召し抱える忍者集団。いずれも人間離れした忍法の使い手。
塔ヶ沢監物（とうがさわ けんもつ）
山本勘助が存命なのを見破り、信玄落命の場にも潜入する。
箙陣兵衛（えびら じんべえ）
鉤つきの細い糸を使い、忍法「鵜飼」で人を思うがままに操る。
虚栗七太夫（みなしぐり しちだゆう）
蛇を使役し催眠術を仕掛ける。
墨坂又太郎（すみさか またたろう）
時間の感覚を狂わせる忍法「時よどみ」を使う。
蝉丸右近（せみまる うこん）
人語を話す梟を使役する。
漆戸銀平次（うるしど ぎんへいじ）
自分の眼球を取り外し、それが「見た」ことを見せることができる。
六字花麿（ろくじ はなまろ）
忍法「陰陽転」で男根を着脱することで男女に自在に変わることができる。また、それを用いて男女ともに性を支配して自在に操る。
御所満五郎（ごしょ まんごろう）
忍法「煩悩鐘」を使い、望む相手をおびき寄せる。
黄母衣内記（きぼろ ないき）
人の生血をすすって胸にため込み、それを浴びせかけることで血の主の最も異常な性質を相手に植え込む忍法「乳房相伝」を使う。

### 武田側
山本道鬼斎勘助（やまもと　どうきさい　かんすけ）
死んだと思われていた武田の軍師。川中島の戦い以来隠棲していたが、信玄の遺言を果たすべく、影武者を駆使して暗躍する。
真田源五郎昌幸（さなだ げんごろう まさゆき）
武田家重臣。山本勘助の指示のもと、猿飛・霧隠の忍者を使って信玄死去の隠蔽をはかる。
猿飛天兵衛（さるとび てんべえ）
真田家に仕える忍者。丸々と太っている。人の感覚を狂わせる「忍法水牢」などの幻術を使う。
霧隠地兵衛（きりがくれ ちへえ）
真田家に仕える忍者。痩せてひょろりしている。

## 目録
1.  天陣篇
2.  象陣篇
3.  蛇陣篇
4.  風陣篇
5.  虫陣篇
6.  瞳陣篇
7.  螺陣篇
8.  鐘陣篇
9.  地陣篇

## 書誌情報
- 『信玄忍法帖』 講談社、1964年